# Acará
Acará ou escalar (Pterophyllum) é um gênero de peixes de água doce pertencente à família Cichlidae, presente na área norte da América do Sul. Compreende atualmente três espécies: acará-bandeira, acará-orinoco e acará-anão, que se caracterizam pelas suas variadas colorações, pelo formato triangular do seu corpo e pelas suas longas barbatanas dorsal e caudal. Todas vivem em cardumes e alimentam-se predominantemente de pequenos crustáceos, peixes, larvas, insetos e outras matérias orgânicas. Na época da reprodução, formam casais que passam a defender um território e afasta dele todos os peixes que o habitam.
Nativos da bacia Amazônica, habitam pequenos rios e lagos com densa vegetação aquática. Podem ter tamanhos variados de acordo com a espécie, sendo que a maior pode chegar a 20 centímetros de comprimento. É uma espécie ornamental, uma das mais populares de águas tropicais, e de grande valor comercial. Foi uma das primeiras a aparecer no mundo da aquariofilia e ainda é uma das mais comuns do mercado. Suscetível a várias doenças infecciosas, é um peixe resistente e pouco exigente em relação à qualidade da água, sendo uma das espécies mais indicadas para iniciantes. No entanto podem ser agressivos com alguns peixes, não sendo indicado mantê-los com peixes muito pequenos.

## Etimologia
Acará vem do tupi akará, ou kará.

## Taxonomia
Pertencente à tribo Heroini, na família Cichlidae, na classe Actinopterygii, a biologia deste gênero ainda é pouco estudada. A primeira a ser descrita foi a Pterophyllum scalare pelo zoólogo alemão Martin Lichtenstein em 1823, sendo que o gênero Pterophyllum só foi descrito 17 anos mais tarde pelo zoólogo austríaco Johann Jakob Heckel em 1840. Em 1903, Pelegrin Franganillo-Balboa introduziu a espécie Pterophyllum altum. A última espécie catalogada como pertencente ao gênero foi Pterophyllum leopoldi, descrita pelo naturalista britânico Philip Henry Gosse em 1963. A espécie tipo do gênero é P. scalare.
A posição taxonômica dos acarás é a seguinte:
- Classe: Actinopterygii
  - Subclasse: Neopterygii
    - Ordem: Perciformes
      - Família: Cichlidae
        - Subfamília: Cichlasomatinae
          - Tribo: Heroini
            - Gênero: Pterophyllum
              - Espécie-tipo: Pterophyllum scalare (Lichtenstein, 1823)

### Espécies
O gênero possui oficialmente três espécies:
- Acará-anão (P. leopoldi): recebe o terma anão como designação popular por ser a menor espécie do gênero.[14]
- Acará-bandeira (P. scalare): é a espécie mais popular do gênero, sendo a mais explorada como peixe ornamental.[15]
- Acará-orinoco (P. altum): recebe o termo Orinoco como designação popular pela sua ampla distribuição ao longo do rio Orinoco, na Venezuela.[16]

### Outras espécies
Entre as espécies que empregam o termo acará em sua designação popular se destacam:
- Acará-disco (Symphysodon discus): encontra-se distribuído nos rios da bacia Amazônica, no Brasil, Peru e Colômbia.[17]
- Acará-diadema (Geophagus brasiliensis): encontra-se distribuído nas bacias hidrográficas do Leste e do Sul do Brasil e Uruguai.[18]
- Acará-cascudo (Cichlasoma bimaculatum): pode ser encontrado nos rios Orinoco, Caroni, Essequibo e Amazonas nas Guianas, Venezuela e Brasil.[19]

## Descrição biológica

### Distribuição geográfica e habitat

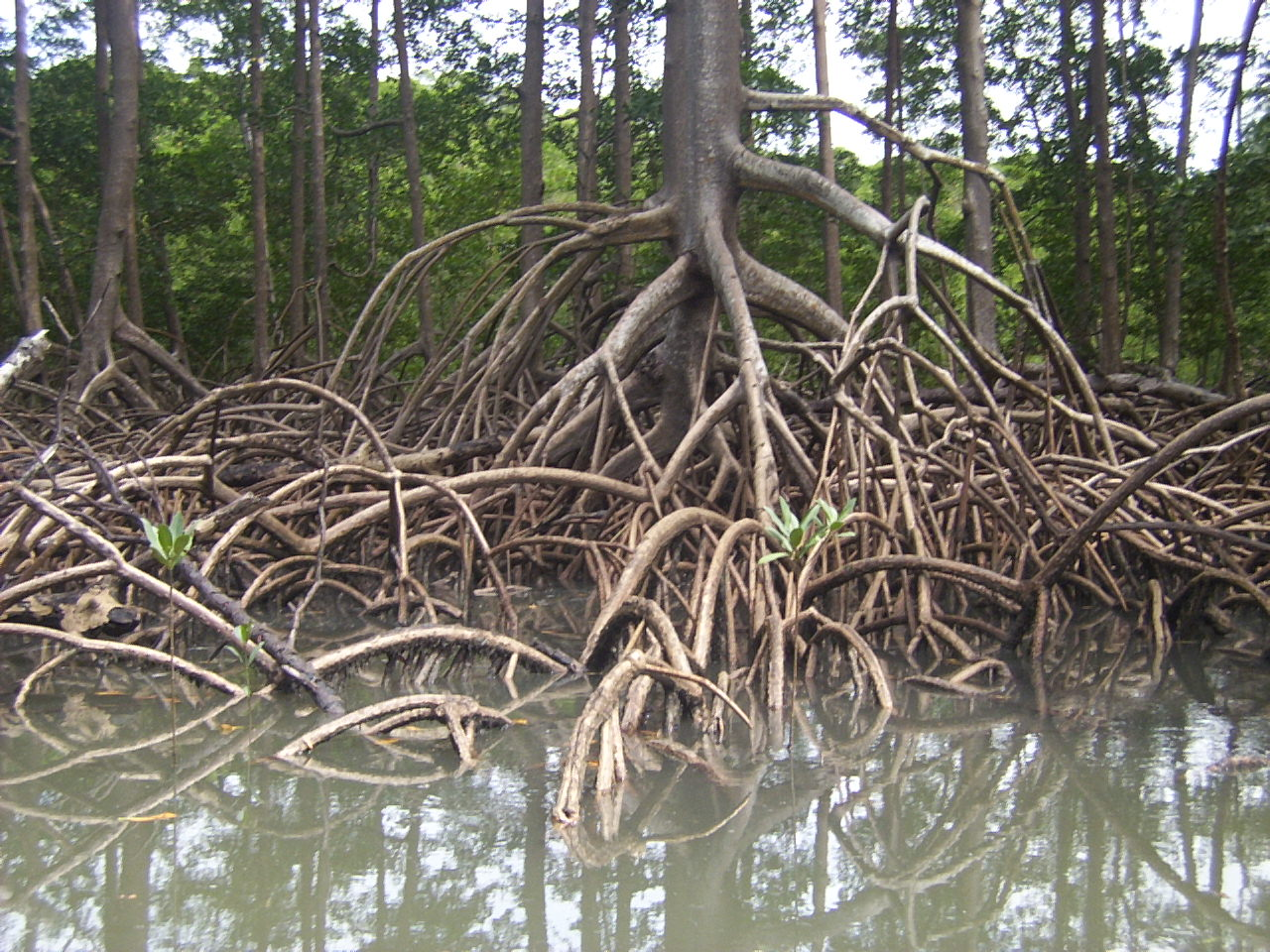
Característica dos locais onde os acarás são geralmente encontrados. As raízes servem de esconderijo contra predadores.

Todas as espécies do gênero são provenientes da América do Sul e habitam basicamente as mesmas regiões. Com distribuição restrita à bacia Amazônica, o acará-bandeira pode ser encontrado nos rios Ucayali, no Peru, Solimões e Amazonas, no Brasil, rio Essequibo, na Guiana e rio Oiapoque, na Guiana Francesa. O acará-orinoco encontra-se distribuído no rio Negro, no Brasil e nos rios Orinoco, Atabapo e Inírida na Venezuela. Já o acará-anão pode ser encontrado nos rios Solimões e Manacapuru, no Brasil, e nos rios Rupununi e Essequibo, na Guiana.
Habitam rios com abundante vegetação aquática, com água límpida e às vezes lamacenta. Geralmente são encontrados junto a madeiras e vegetação submersa, que servem de abrigo contra predadores. Preferem locais de água com baixa dureza e de características ácida, com pH inferior a 7.0. Vivem em pântanos e lagos de várzea.

### Comportamento e reprodução

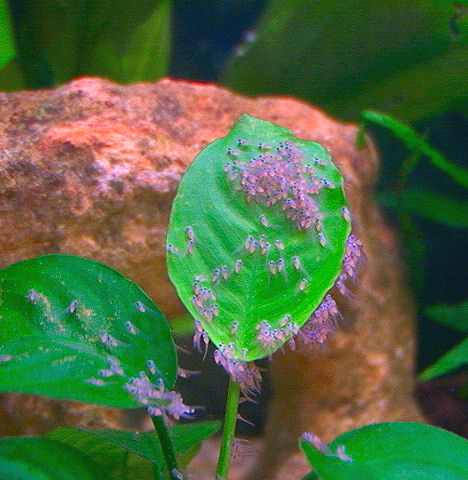
Alevinos de acará sobre uma planta.

Com outras espécies os acarás são peixes pacíficos, porém possuem um comportamento territorialista. Na natureza vivem em cardumes e estabelecem hierarquia entre si.
Atinge a maturidade sexual com oito meses de vida e destaca-se pelo seu comportamento reprodutivo. A sua estratégia reprodutiva é caracterizada principalmente pela sua agressividade na defesa do território e o seu cuidado parental. É um peixe ovíparo. Formam casais por meio do cortejo sexual que dura em média 1 ou 2 dias. As fêmeas preferem os machos maiores, mais agressivos, territoriais e experientes, e avaliam os parceiros através do comportamento de corte. Geralmente escolhem como local de desova plantas ou folhas largas, provavelmente por apresentarem maior superfície para conter os ovos e maior oxigenação, e passam a limpá-lo constantemente. Desovam em média 300 ovos, mas dependendo da experiência do casal podem desovar mais de 1 000 ovos. Após a ovoposição o macho dá início a fertilização. Apresentam cuidado biparental com o ovos, que geralmente eclodem após três dias. A membrana do ovo é rompida pela cauda dos alevinos.
Após o seu nascimento as larvas podem ser alimentadas com náuplios de artêmias. Nesse período a contribuição do macho é muito importante para o sucesso reprodutivo, uma vez que as fêmeas dificilmente conseguem proteger as larvas dos predadores. Os adultos cuidam dos filhotes durante 21 dias. Em seguida, após o primeiro ciclo reprodutivo, o casal procura um novo parceiro, frequentemente na mesma estação reprodutiva, para dar início a um segundo cilo e dificilmente mantém relações com o parceiro anterior.

### Características

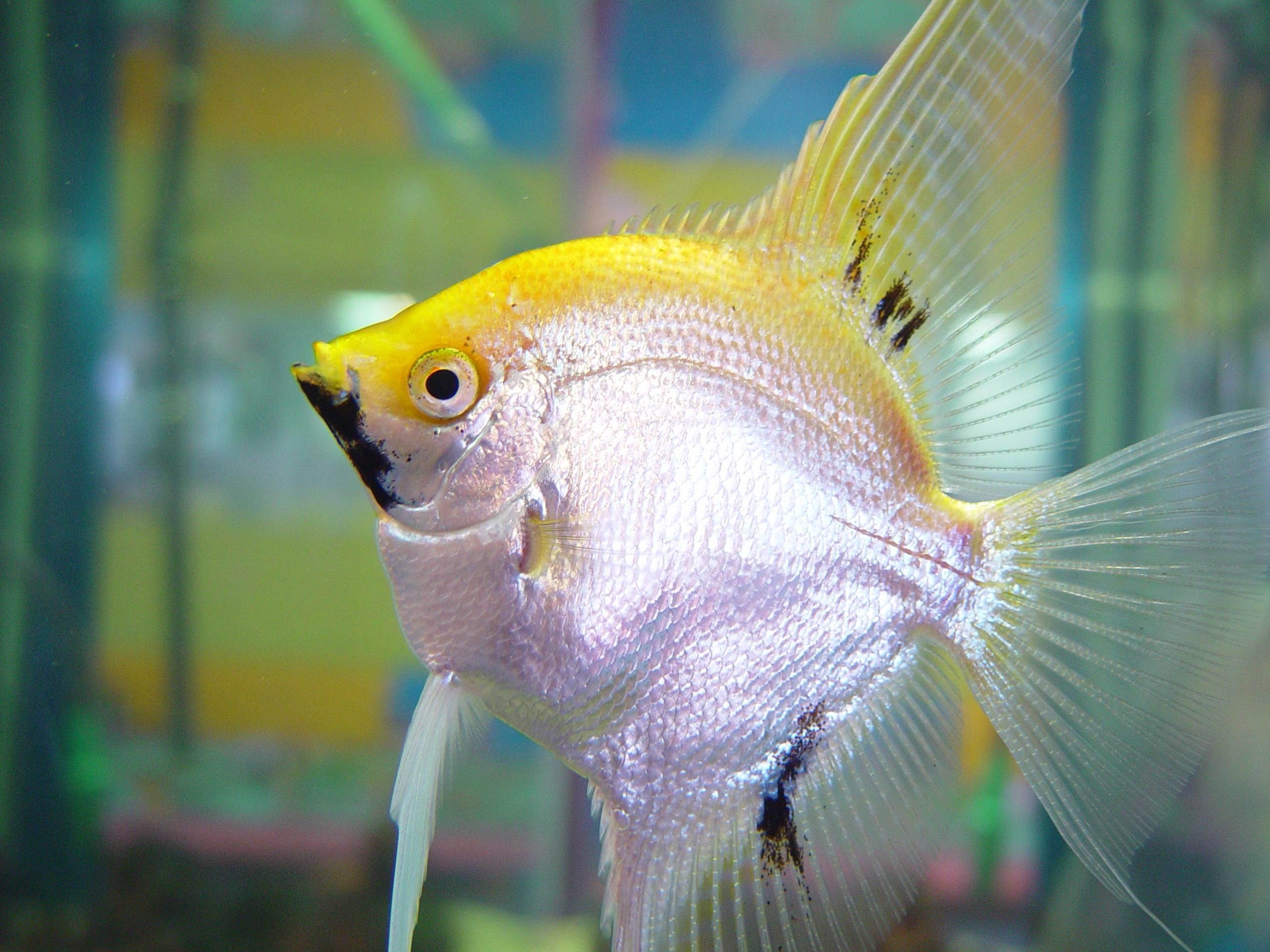
Exemplar cinza com tons e amarelos.

O tamanho dos acarás varia de acordo com a espécie. O acará-bandeira é considerado um peixe de médio porte, podendo chegar a 15 centímetros de comprimento. O acará-anão é a menor espécie do gênero, podendo chegar a 5 centímetros de comprimento. Já o acará-orinoco pode chegar a 20 centímetros de comprimento, sendo a maior espécie do gênero. Todas as espécies possuem o corpo lateralmente comprido e achatado com formato triangular, criados pelas suas barbatanas dorsal e caudal relativamente alongadas. Não possuem dimorfismo sexual evidente.
As suas cores variam, podendo ter o corpo acinzentado ou totalmente negro. Dentro destas variedades encontram-se à venda exemplares com tons brancos, pretos, laranja, amarelos, prateados e às vezes vermelhos.

### Alimentação
Os acarás possuem hábito alimentar carnívoro mas aceitam uma grande variedade de alimentos, sendo considerado espécies onívoras. Na natureza alimentam-se predominantemente de pequenos crustáceos, peixes, insetos, vermes, plânctons, fitoplânctons, zooplânctons e plantas. Em cativeiro podem ser alimentados com rações em flocos, sendo que as rações peletizada e extrusada são mais adequadas para o crescimento e o desenvolvimento das espécies, mas preferem alimentos vivos, como as artêmias, larvas de mosquitos, dáfnias e os Culex. Também posem ser alimentados com cenoura e patê de coração de boi..

## Ameaças

### Doenças
As doenças que mais acometem os acarás são causadas por infestações parasitárias e bacterianas. Contudo, este gênero também pode ser afetado por fungos, nematoides e vírus, que geram uma alta taxa de mortalidade das espécies do gênero. Especificamente para os acarás são encontrados os seguintes parasitas: ectoparasitas, como os Gyrodactylidae e Dactylogyridae; protozoários, como os Ichthyobodo necator, Spironucleus vortens, Hexamita meleagridis e Hexamita symphysodonis; microbactérias, como os Mycobacterium marinum e Mycobacterium fortuitum; bactérias dos gêneros Bacillus, Porphyromonas, Fusobacterium e Bacteroides; e nematoides principalmente do gênero Capillaria.
Em cativeiro, as doenças que mais atacam os acarás:
- Monogenea: por ectoparasitas.[48]
- tuberculose: causada por bactérias.[54]
- metacercárias: pelos parasitas Clinostomum marginatum.[55]
- Mycobacterium: pela microbactéria Mycobacterium chelonae.[51]
- Pseudomonas: pelas bactérias gram-negativas Pseudomonas aeruginosa.[56]
- pasteurelose: causada por bactérias gram-negativas e anaeróbicas do gênero Pasteurella.[57]
- hexamitoses: provocadas por protozoários como o Hexamita meleagridis e o Hexamita symphysodonis.[58][59]
- capilaríase: causado pelos nematoides Capillaria pterophylli. No gênero Pterophyllum, afeta na maioria do casos os alevinos.[53]

## Criação em cativeiro
Os acarás têm sido amplamente explorados como peixes ornamentais, uma vez que são de fácil manejo e bem aceitos no mercado internacional. Destacam-se pela sua beleza e convivência pacífica com vários outros peixes, estando entre as oito espécies de peixes ornamentais mais importadas pelos Estados Unidos. São bastante valorizados na aquariofilia devido ao seu pequeno porte e as suas cores variadas.
São pouco exigentes em relação à condições em que vivem, porém os aquários devem obedecer alguns critérios em relação ao controle dos parâmetros de água. Devem ser mantidos em aquários com no mínimo 1 metro de comprimento e 50 centímetros de altura. Preferem águas ligeiramente quentes, que não excedam 30°C, e com pH ácido, em torno de 4.8 e 6.2. Não devem ser mantidos com peixes muito pequenos, como os néons (Paracheirodon innesi), pois podem acabar comendo-os. Algumas espécies também não são indicadas, como os acarás-disco (Symphysodon discus), pois segundo alguns aquariofilistas quando mantidos em um mesmo aquário a quantidade de parasitas especialmente internos tendem a aumentar entre os dois gêneros. No entanto, alguns criadores disseram nunca ter tido problemas ao juntá-los. Aceitam bem alimentos vivos e rações em flocos industrializadas.

## Galeria
|  |  |  |
|  |  |  |